# Rock On (album Humble Pie)
Rock On è il quarto album degli Humble Pie, pubblicato dalla Immediate Records nel novembre del 1971.

## Tracce
1. Shine On – 4:51
2. Sour Grain – 2:59
3. Stone Cold Fever – 3:01
4. Rolling Stone – 3:23
5. A Song for Jenny – 2:54 (Steve Marriott)
6. The Light – 0:48
7. Big George – 5:42
8. Strange Days
9. Only You Can Say – 3:38 (Peter Frampton)
10. Red Neck Jump – 3:20 (Steve Marriott)

Durata totale: 30:36

## Formazione
- Steve Marriott - voce, chitarra
- Peter Frampton - voce, chitarra
- Greg Ridley -  basso
- Jerry Shirley - batteria